# CFAK-FM
CFAK-FM est une station de radio étudiante de l'Université de Sherbrooke. Son mandat est de promouvoir la musique émergente, de mettre en valeur la musique d'artistes locaux et de servir à la fois de tremplin et d'école pour les passionnés de radio[source insuffisante].

## Historique
CFAK (anciennement CREUS-FM) est apparue à la suite du départ de la station communautaire CFLX du campus de l'Université. Les étudiants de la faculté de génie ont eu la volonté de reprendre le flambeau et étendre leur diffusion à tout le campus.
(Avant d'être diffusée sur les ondes FM, la radio de l'Université de Sherbrooke était disponible pour les étudiants en résidence par câble à l'aide d'un adaptateur branché à une radio[réf. souhaitée]. Les câbles étaient assemblés par le comité étudiant s'occupant de la radio et étaient fournis gratuitement, sur demande. Il s'agissait d'un câble coaxial de télé 75 Ω d'une longueur d'un à deux mètres avec une pince alligator à l'autre extrémité, branchée sur l'antenne.
En 1997, la radio-étudiante se met à diffuser sur Internat avec RealAudio en vertu de l'utilisation par RealNetworks d'un brevet pour le codec Sipro Lab Telecom ACELP-NET créé à l'Université.
À la suite d'un référendum tenu à l'automne 1998, le CREUS obtient l'approbation des étudiants du premier cycle afin de percevoir une cotisation pour financer une radio-étudiante émettant sur les ondes. Cela pérennisera la structure et le financement de l'organisme.
Le 7 mars 2003, le CRTC a autorisé la station à diffuser sur les ondes publiques.
En novembre 2024, la CFAK lance sa première édition de la Semaine de la radio. Du lundi 4 novembre au vendredi 8 novembre ont eu lieu diverses activités telles que ; la captation en direct des balados Des si et des rais et Les Films dans le Cabanon; un spectacle musical mettant en scène Endorphine, Thierry Larose et Safia Nolin; des classes de maître avec Yan Thériault et Tammy Verge ; et un radiothon au profit de l’organisme Moisson Estrie.

## Publications
CFAK endisque à quelques reprises au fil des années[réf. souhaitée]. En 2008, elle lance la compilation Dans tes oreilles! pour célébrer son cinquième anniversaire. Ce disque, disponible seulement en spectacle lors de concours sur les ondes de la station, regroupe les chansons d'artistes sherbrookois.
En 2016, CFAK lance La Vitrine LPBN, en collaboration avec la Petite Boîte noire. Il s'agit une compilation de chansons enregistrées devant public au mois de juillet 2016.

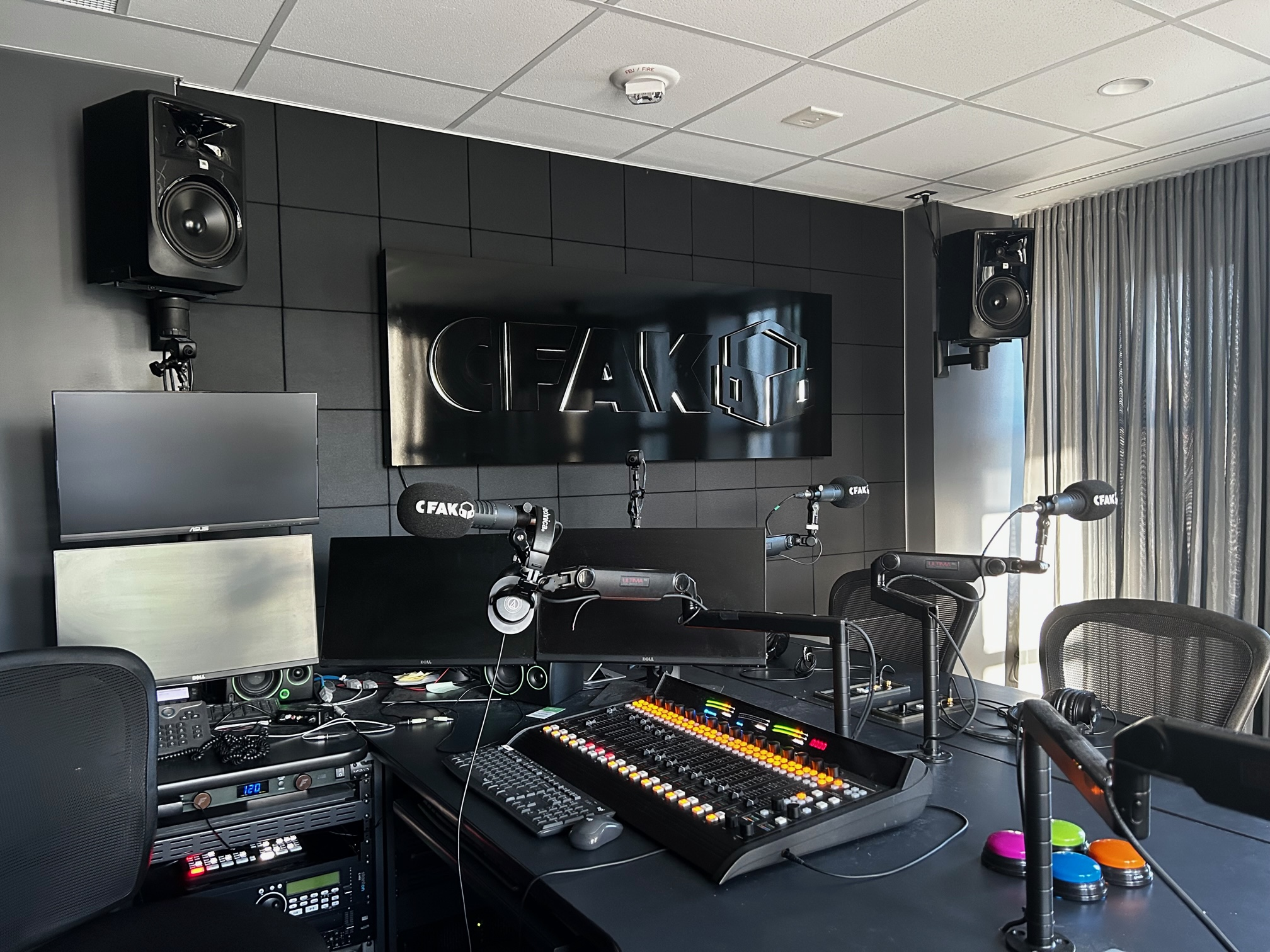
Studio principal de mise en ondes

## Prix et distinctions
- 2024 Bourse pour la jeunesse de 38 000$ de l’Office franco-québécois[6].
- 2023 Média de l'année - gagnant ex-aequo - GAMIQ[7].
- 2013 Station de radio universitaire et collégiale de l’année - Gala de l'ADISQ[8].
- 2010 Station de radio universitaire et collégiale de l’année - Gala de l'ADISQ.
- 2008 Station de radio universitaire et collégiale de l’année - Gala de l'ADISQ.
- 2007 Station de radio universitaire et collégiale de l’année - Gala de l'ADISQ.